# Jaguar XJS
El Jaguar XJ-S es un automóvil deportivo Gran Turismo producido por el fabricante británico Jaguar entre los años 1975 y 1996. Es una variante deportiva de su sedán más lujoso: el Jaguar XJ que sustituye al Jaguar E-Type y, a su vez, es reemplazado por el Jaguar XK. Fue desarrollado en Coventry, Inglaterra.

## Historia
Se fabricó durante más de 20 años y medio en tres variantes de carrocería: coupé, targa y convertible, con un total de 115413 unidades producidas en tres series.
Fue desarrollado sobre la plataforma de su contemporáneo Jaguar XJ y notable por sus amplios pilares traseros, el diseño fue esbozado por el aerodinamicista de Jaguar Malcolm Sayer, uno de los pioneros en aplicar los principios de la aerodinámica avanzada a los coches, que falleció poco antes de que la marca seleccionase el diseño para la producción.
En competición consiguió tres títulos en las Trans-Am Series, uno en la Campeonato Europeo de Turismos (ETCC) y batió el récord en la última edición de la Cannonball.

## Series I, 1975-1981

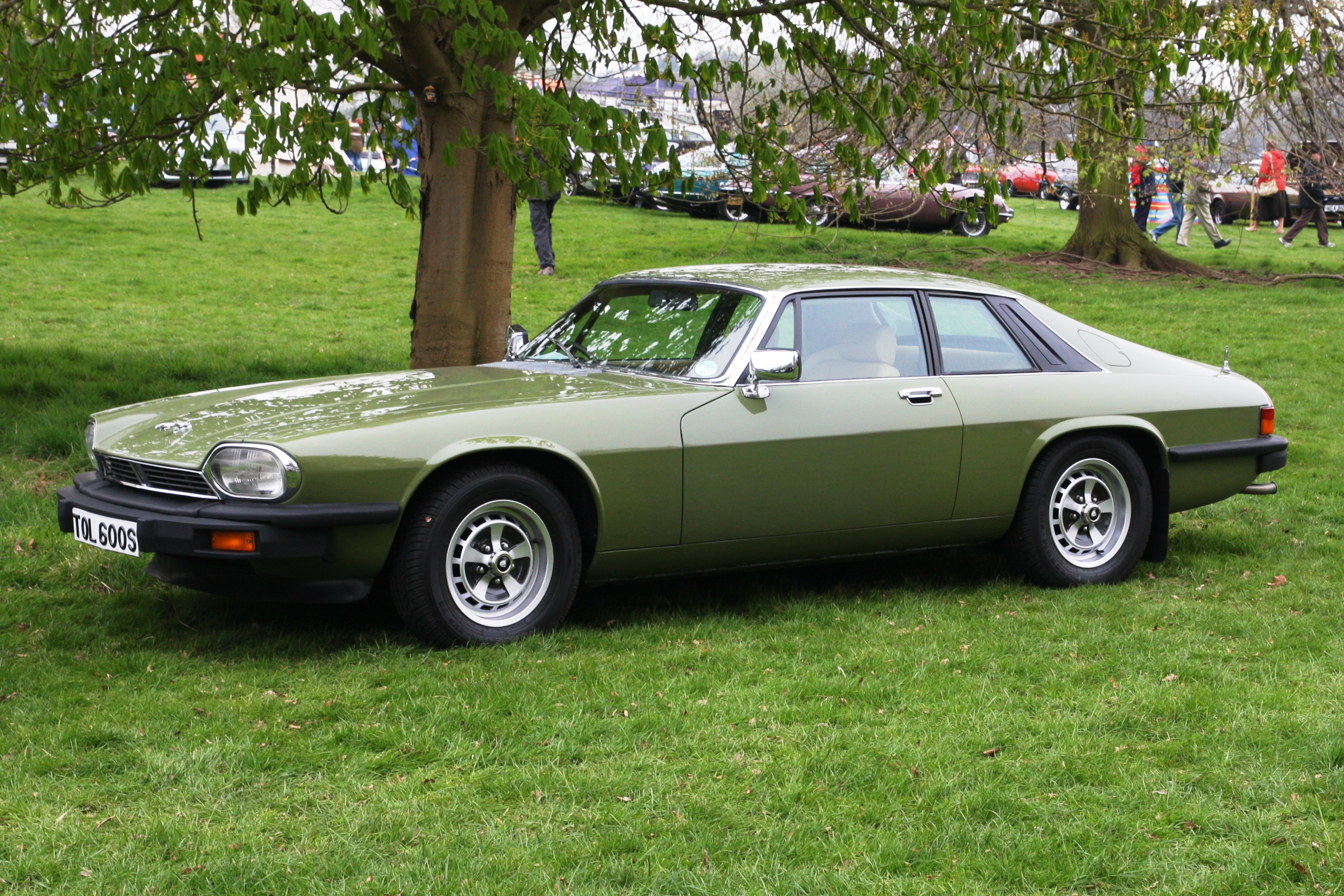
Modelo registrado en enero de 1978 de 5344 cc.

La primera generación apareció en plena crisis del petróleo de 1973 con un motor V12 de 5344 cm³ (5,3 L; 326,1 plg³) SOHC y 2 válvulas por cilindro (24 en total), que pudo verse por primera vez en el E-Type de la Serie III de 1971. Fue promocionado por Simon Templar, protagonista de la serie de televisión El Santo.
Se comercializa el 10 de septiembre de 1975. Su desarrollo había sido dirigido por William Heynes, bajo el código de "Proyecto XJ27", el diseño inicial del coupé de dos puertas, como ya se ha comentado, fue dibujado por Malcolm Sayer y, tras su fallecimiento, el equipo de diseño de Jaguar, dirigido por Doug Thorpe, le dio los últimos retoques.
Los grandes contrafuertes traseros, fueron muy criticados en su momento y las autoridades alemanas, por miedo a una fuerte reducción de la visión trasera y al igual que hicieron con el Lancia Montecarlo, se negaron a darle aprobación para rodar en sus carreteras de manera oficial, lo que obligaba a los compradores alemanes a homologar cada vehículo en su matriculación.
El automóvil tenía un motor delantero V12 de 5,3 litros, algo que parecía reservado en el momento para las italianas Lamborghini y Ferrari, los cuales no le hacían mucha sombra, dado que el coupé británico lograba una aceleración de 0 a 60 mph (97 km/h) en 7,8 segundos y una velocidad máxima de 229 km/h (142 mph), aunque su talón de Aquiles era su consumo, cercano a los 21,7 L/100 km (4,6 km/L; 10,8 mpgAm). Jaguar reconoció la necesidad de solucionar ese problema y el resultado a mediados de 1981, fue la versión HE, más económica que las anteriores.
Se daba a elegir transmisión entre manual o automática, aunque la manual estuvo disponible poco tiempo, pues era el remanente de la producción del Jaguar E-Type. Inicialmente se trataba de una transmisión automática BorgWarner Model 12, con caja de hierro fundido cerrada con tornillos, que en 1977 se sustituyó por la Turbo-Hydramatic 400 de General Motors, más ligera por estar realizada la caja en aluminio y que no era desmontable.
La potencia se transmitía al suelo en la salida del concesionario mediante unos neumáticos Dunlop SP Super E 205/70 VR de 15 pulgadas (38,1 cm) montados en llantas de aleación, salvo en las unidades de la policía británica, en las que se montaban unos Michelin XWX 205/70 VR 15 pulgadas (38,1 cm) de más altas prestaciones.
En 1978, la italiana Pininfarina realizó un concept car basado en el XJ-S, denominado Jaguar XJSpider que no alcanzó la producción.

## Series II, 1981-1991
La segunda generación, desde julio de 1981, el XJ-S pasa a denominarse XJ-S HE, con un nuevo motor V12 HE (motor de alta eficiencia High Efficiency) que reduce el consumo de combustible, con una cámara de combustión diseñada por el ingeniero suizo Michael May, mientras que la potencia va aumentando a 295 HP (299 CV; 220 kW) y 263 HP (267 CV; 196 kW) (SAE) para el mercado norteamericano.
A la vez que se actualizó el motor, se realizaron diversos retoques estéticos. La zaga del maletero pasa de ser negra a estar pintada en el color de la carrocería, se incorporan nuevas llantas de aleación de 5 radios, se incorporan inserciones de cromados en la parte superior de las defensas y las decoraciones de madera de olmo en el tablero de instrumentos y las puertas.
En 1982, el nuevo XJ-S HE consigue la primera y segunda plaza en el RAC Tourist Trophy en el Circuito de Silverstone.

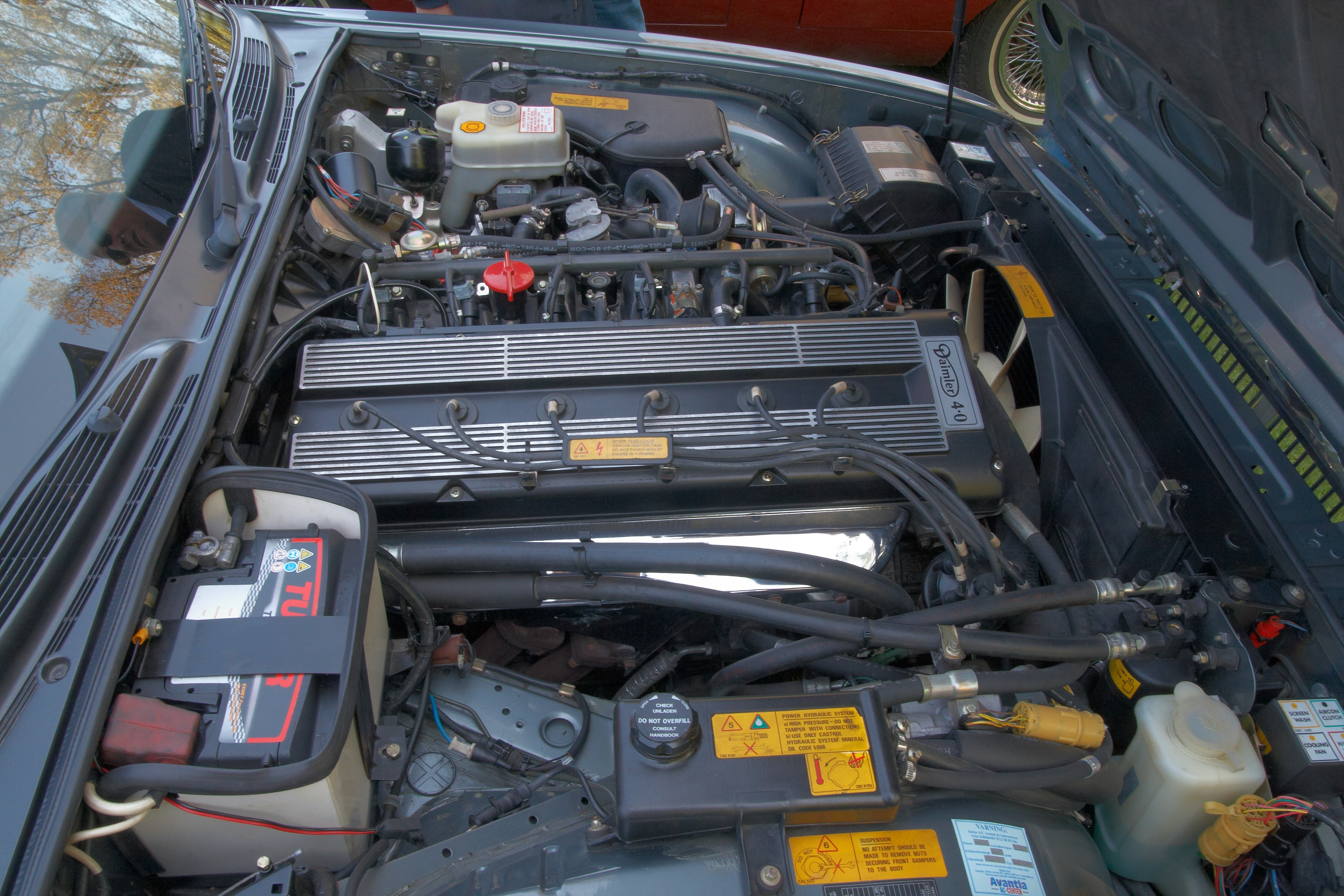
Motor Jaguar AJ6.

En 1983 aparece el nuevo motor de seis cilindros en línea de 3590 cm³ (3,6 L; 219,1 plg³), con doble (DOHC) árbol de levas a la cabeza y 4 válvulas por cilindro (24 en total), denominado "AJ6 straight-six" con inyección electrónica multipunto Lucas, que se diferencia de los V6 por una elevación en el capó y que solamente fue vendido en Europa, primero disponible, hasta 1987, con la rara transmisión manual de 5 velocidades Getrag 265. Posteriormente se incorporó a la gama la transmisión automática de 4 velocidades ZF 4HP22, así como una mejorada inyección de combustible. Estados Unidos tuvo que esperar a recibir el XJS Coupé y Convertible hasta la salida de un motor de 3980 cm³ (4 L; 242,9 plg³) con transmisión manual. Este motor llegaba al mercado acompañado de una nueva versión targa, denominada Jaguar XJ-SC. En ella se eliminaban los dos escuetos asientos traseros a fin de hacerle sitio a un techo desmontable. No es hasta 1985, cuando se comienza a montar el XJ-SC con motor V12.
Este targa nunca fue un éxito de ventas, siendo reemplazado por un verdadero descapotable en 1986 que sí logró unas ventas considerables. De hecho, en Estados Unidos donde tardó dos años en llegar, lo suplieron mediante 893 unidades modificadas del coupé original realizadas por el carrocero Hess & Eisenhardt de Ohio, bajo contrato con Jaguar, hasta que llegó el oficial al mercado norteamericano en 1988.
El proceso que consistía en cortar la carrocería original en diversas secciones y soldar refuerzos. Se diferencia del oficial, además de por dos pequeñas insignias en los laterales, en una trasera más limpia, bajar el techo tanto que tuvieron que partir en dos el tanque de combustible para hacerle sitio al plegarse. Se cree que la producción alcanzó las 2100 unidades, pero un incendio en el taller del carrocero destruyó los archivos oficiales.

### XJR-S
En 1982, el programa de competición de Jaguar se puso en manos del grupo TWR de Tom Walkinshaw Racing, que la llevó a ganar las 24 Horas de Le Mans 1988, después de una ausencia de 31 años. TWR había sido la responsable de los accesorios autorizados para el XJS desde mediados de los ochenta, lo cual propicio el lanzamiento de Jaguar Sport en mayo de 1988, propiedad conjunta de Jaguar y Walkinshaw. La idea era producir hasta 500 coches al año en las instalaciones de TWR en Kidlington, Oxfordshire. En 1988 y 1993, estaba disponible una versión especial de altas prestaciones denominada Jaguar XJR-S, tras la victoria de Jaguar en Le Mans, que montaba el V12 HE de 5,3 litros producido por Jaguar Sport, una joint venture entre Jaguar y Tom Walkinshaw Racing (TWR) destinada a producir coches Jaguar destinados a la competición y sus derivados de calle.
El primero de ellos, el XJR-S, se lanzó al mercado en agosto de 1988, como un tributo al XJR-9 ganador de Le Mans y estuvo basado en el TWR XJS V12 de Walkinshaw llevaba comercializando, con permiso del fabricante, desde 1984. Montaba un kit de carrocería, llantas de aleación especiales y un sistema de suspensión modificado, interior de lujo en cuero Conolly con detalles en madera de nogal y mejoras a la conducción. Las primeras 100 unidades llevaban el nombre “Celebration Le Mans” en conmemoración de la victoria de Jaguar en la edición de 1988 y solamente se vendieron en Reino Unido.
En septiembre de 1989, se incrementó el desplazamiento del motor a 5993 cm³ (6 L; 365,7 plg³)  con centralita electrónica e inyección de combustible Zytek, nuevo cigüeñal de acero y pistones de aleación de mayor diámetro. En total se construyeron 787 cupés y 50 descapotables. Solamente por el lanzamiento del Jaguar XJ220, se produjo una tirada de 100 unidades para Estados Unidos.
Daimler propuso en 1986, una versión más lujosa denominada Daimler S que no pasó de la fase de prototipo.
No se realizaron cambios en el V12 de 290 HP (294 CV; 216 kW), pero el modelo podía identificarse por sus paragolpes del color de la carrocería, la toma de aire de fibra de vidrio, los faldones y el alerón trasero. Las modificaciones mecánicas se limitaron a endurecer la suspensión, la servodireccíon y a incluir unas nuevas llantas de aleación más anchas. En consecuencia, el comportamiento mejoró, pero las prestaciones se mantuvieron básicamente sin cambios. Tuvo que pasar otro año hasta que se actualizara el motor. El XJR-S fue el primero en recibir el motor modificado por Jaguar Sport de 6 litros con 318 HP (322 CV; 237 kW), que llegaría al XJS estándar en 1993. Nuevamente se hicieron ajustes para endurecer la suspensión, aunque el nuevo motor mantenía la velocidad punta en torno a los 249 km/h (155 mph) y la aceleración bajó su tiempo a 1,2 segundos sobre la marca original de 7,5 segundos, para pasar de 0 a 96 km/h (60 mph). Apareció una nueva versión para 1992, en la que se incluirían los cambios estructurales realizados sobre el XJS en 1991. El motor entregaba 333 HP (338 CV; 248 kW) DIN a las 5250 rpm y un par máximo de 495 N·m (365 lb·pie) DIN a las 3650 rpm, gracias a una relación de compresión de 11,0:1. El modelo sobreviviría hasta 1993, cuando se sustituyó por el XJS de 6 litros de serie. En esos seis años, se construyeron unas 500 unidades, lo que lo convierte en un automóvil apetecible para los coleccionistas.

## Series III, 1991–1996

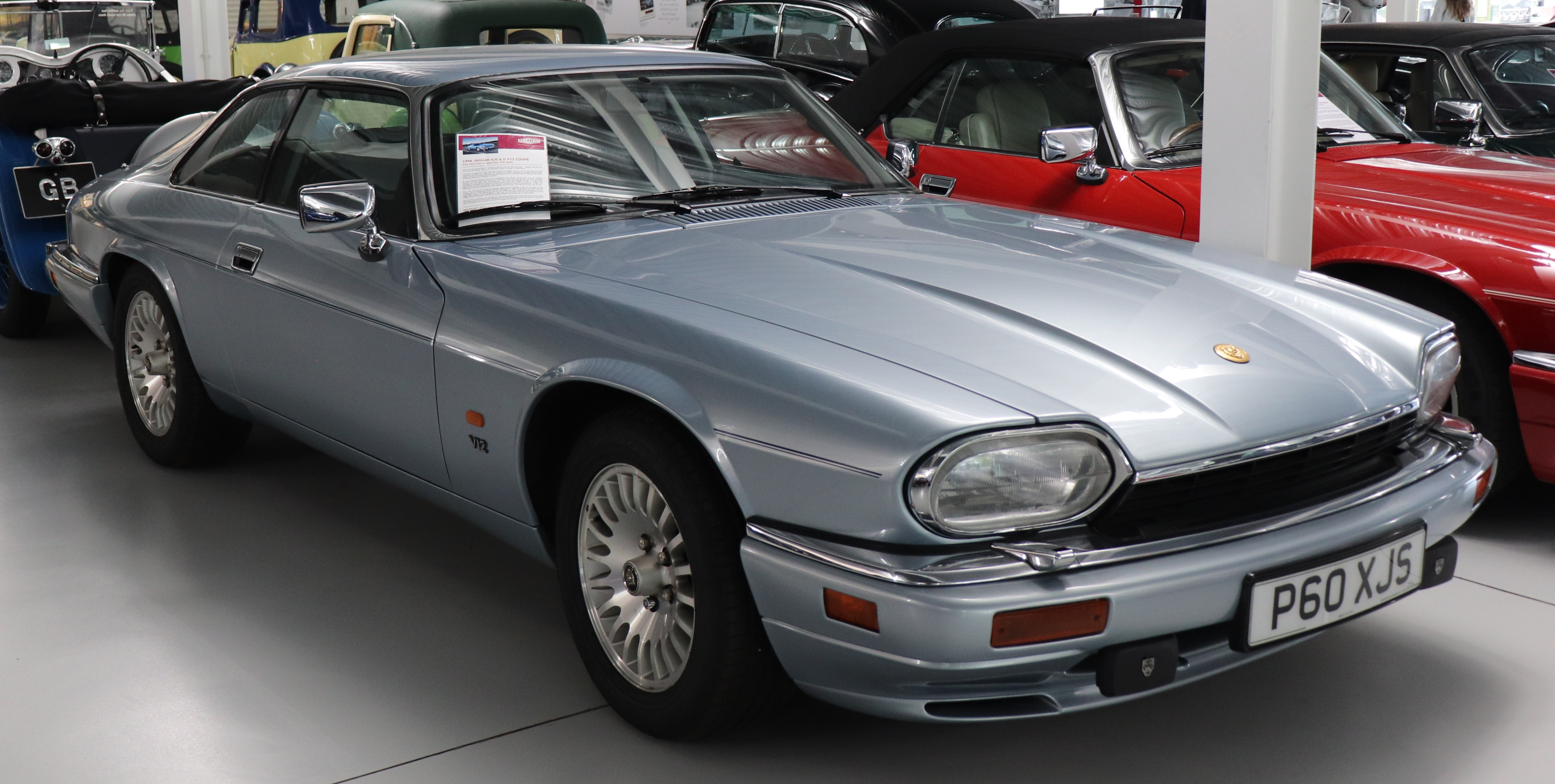
Jaguar XJS Coupé 6.0 de 1996.

La tercera generación fabricada de 1991 a 1996, supone un lavado de cara para el modelo. Ya con Jaguar bajo el control de Ford Motor Company dentro de su división Premier, el Jaguar XJS es relanzado en su tercera serie. De entrada lo primero que se hace es eliminar el guion de XJ-S, pasando a comercializarse como Jaguar XJS.
Las ventanas traseras se alargan eliminando la moldura posterior, aún con el mismo sistema de apertura; los grandes contrafuertes permanecen, al entender el diseñador encargado del reestilizado Geoff Lawson, acertadamente que eran parte de la esencia del coche.
Mecánicamente, el coche recibe una nueva versión de 4 litros del motor AJ6 de 6 cilindros en línea. Por su parte desde mayo de 1992, el motor V12 se alarga hasta los 6 litros, desarrollando una potencia de 304 HP (308 CV; 227 kW) y, a su vez, recibe una nueva caja de cambios automática de origen GM con una cuarta marcha overdrive, mientras que los de 4 litros mantienen la ZF electrónica.
En 1992, se cambian los parachoques por unos envolventes del color de la carrocería, un descapotable con el motor de 6 cilindros y 4 litros es añadido a la gama y como tope de gama, un 2+2 descapotable. En 1994 se modifica el motor AJ6 que pasa a denominarse AJ16, equipándolo con módulo de encendido electrónico. Los últimos cambios en 1995 son los referidos al modelo Celebration, en conmemoración de los 60 años de Jaguar. En 1996 tras 21 años en producción, el XJS deja paso al nuevo XK8.

## Conversiones

### Lynx Eventer

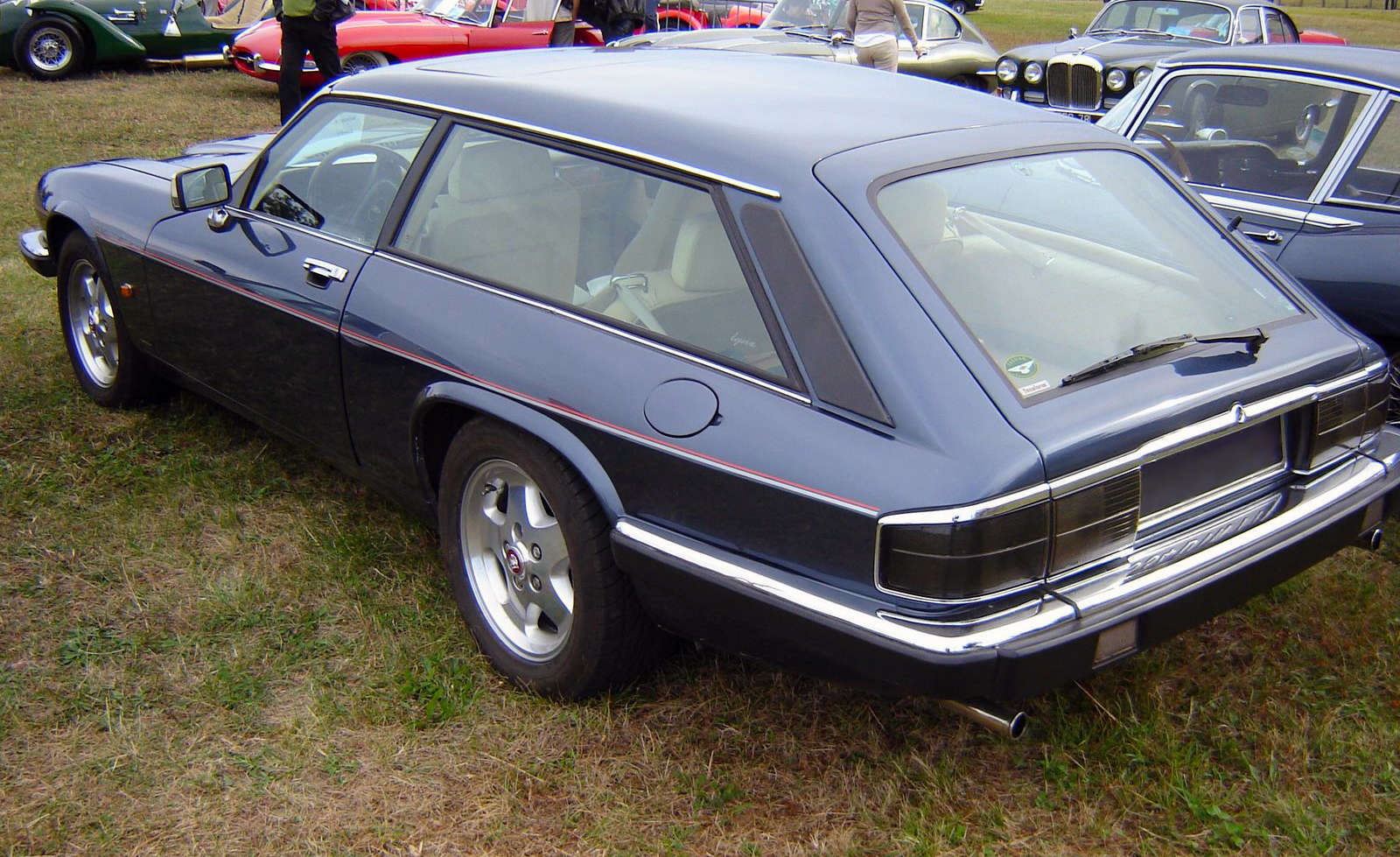
Vista trasera de un Lynx Eventer.

El carrocero inglés Lynx realizó una serie limitada de conversiones a Shooting-Break (familiar de 3 puertas), que comercializó como Lynx Eventer, con un sobrecoste de ₤ 55000, sobre la base de XJS de fábrica: 52 de serie II y 15 de serie III, de los que 18 eran con el volante en el lado correcto y 49 en el lado inglés. La conversión se realizaba estrictamente a mano con un plazo de 14 semanas desde el pedido.

### Lister-Jaguar XJS

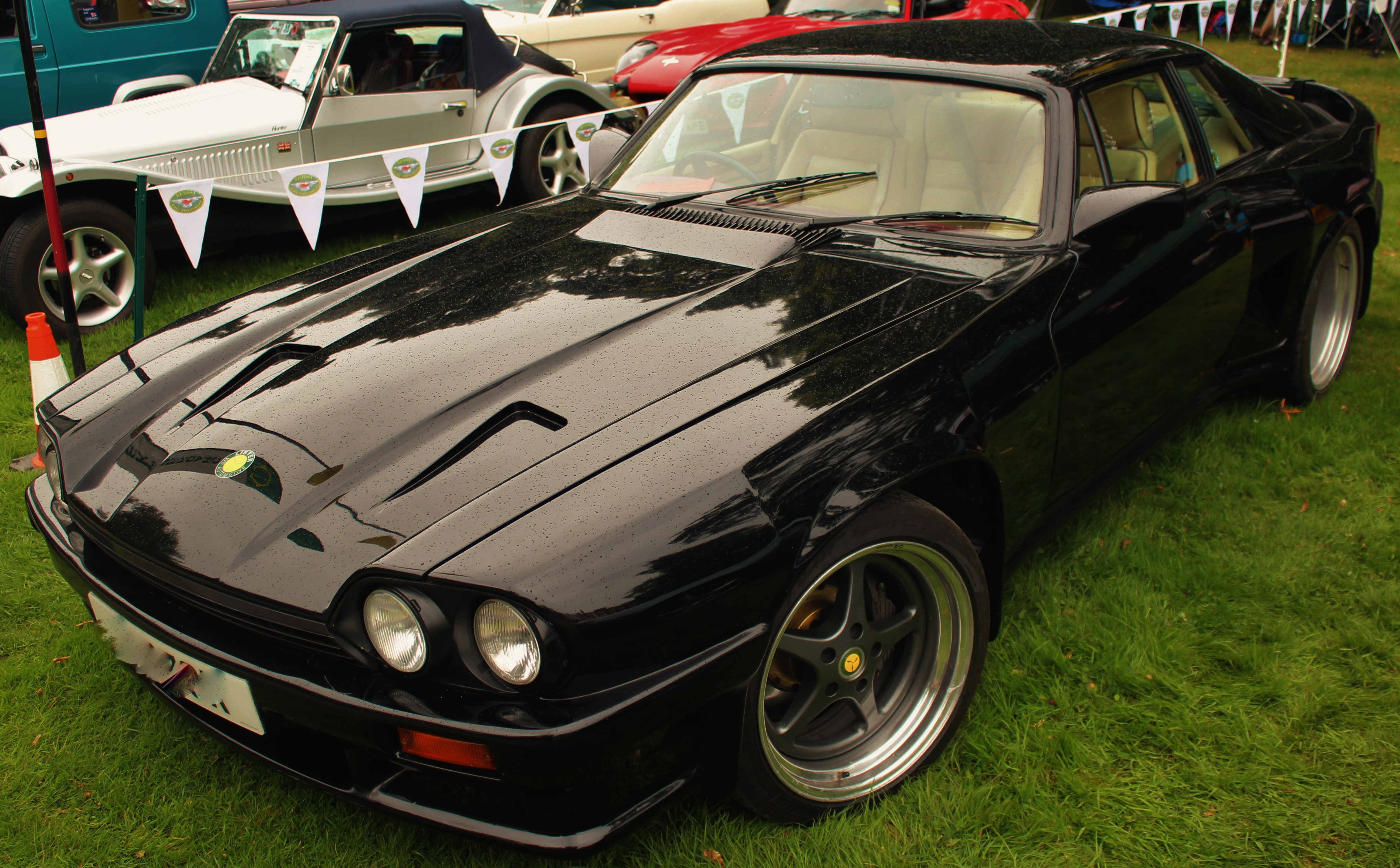
Lister-Jaguar XJS.

Refundada como Lister Cars Ltd. bajo la dirección de Laurence Pearce, comenzó su nueva andadura ofreciendo 90 conversiones de los Jaguar XJS. Para ello se asoció con WP Automotive y BLE Automotive.
La conversión incluía la modificación del V12 a 7 litros y del sistema de inyección con cuatro inyectores adicionales, bielas fabricadas por Cosworth y un nuevo cigüeñal, culata y válvulas, así como un kit de carrocería que ampliaba el paso de rueda para alojar llantas de 17 pulgadas (43,2 cm) que montaban ruedas de 10 pulgadas (25,4 cm) de ancho delante y 13 pulgadas (33,0 cm) detrás. Se instalaban también unos amortiguadores Koni que mejoraban el comportamiento de la suspensión y frenos de discos ventilados.
En el interior se incluían asientos tipo baquet Recaro de competición y un volante con mejor respuesta a la conducción. Esta conversión desarrollaba una potencia de 496 HP (503 CV; 370 kW) y un par máximo de 678 N·m (500 lb·pie), que alcanzaba los 322 km/h (200 mph) con una transmisión manual Getrag de 5 velocidades.
Algunos clientes fueron más allá con el Pack Le Mans, que montaba una transmisión Getrag de 6 velocidades, un sistema de escape distinto y dos sobrealimentadores que desarrollaban una potencia de 603 HP (611 CV; 450 kW).

## Competición

### Series Trans-Am

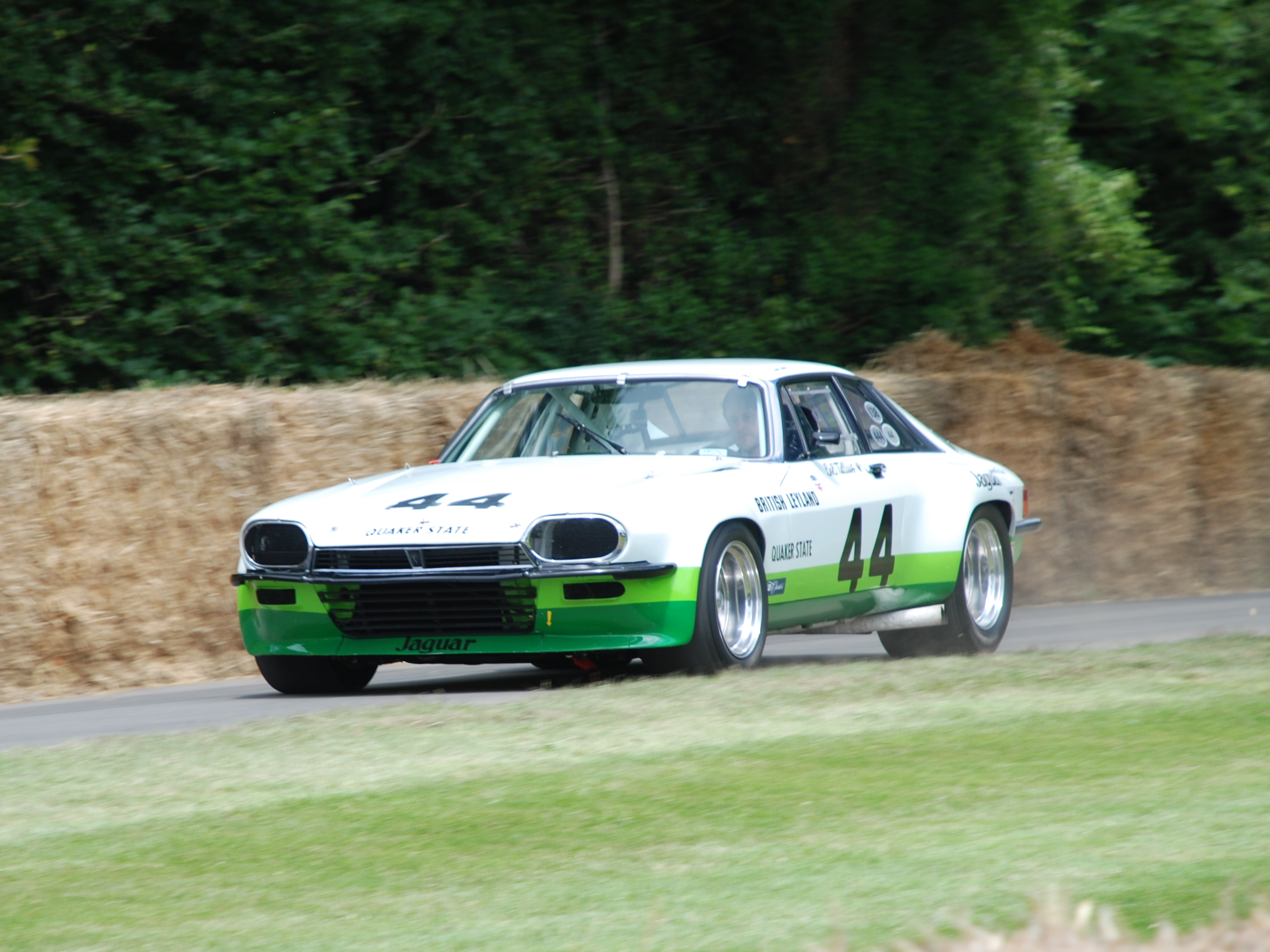
Modelo de competición del Grupo 44 en el Festival de la Velocidad de Goodwood de 2016.

En 1977, el expiloto de la Fuerza Aérea de los Estados Unidos Bob Tullius que competía en la Trans-Am desde 1961, inscribió un Jaguar XJS para disputar la temporada. Se trataba de una unidad de fábrica con las ligeras modificaciones realizadas por Brian Fuerstenau y el jefe del equipo “Group 44“, Lawton “Lanky” Foushee, que le permitían disputar la competición. La temporada fue un éxito y Tullius se alzó con el Campeonato de Pilotos de 1977, mientras que Jaguar, perdió el Campeonato de Constructores por solamente 2 puntos. Nada desdeñable, si se tiene en cuenta que compitió un solo Jaguar contra multitud de Porsches, quienes ganaron el campeonato.
El equipo de Tullius, “Group 44”, que competía con los colores de Quaker State Oils, presentó para la temporada 1978, un nuevo coche construido expresamente para ello, con la intención de seguir manteniéndose competitivos. Mientras que Fuerstenau, participaba en algunas carreras con el XJS del año anterior, para Tullius se construyó un XJS”silhouette” con bastidor tubular, que solamente mantenía de la chapa de fábrica el panel del techo. El nuevo coche pesaba mucho menos y permitió a Tullius vencer en el Campeonato de Pilotos de 1978 y, gracias a la colaboración de Fuerstenau, esta vez también el Campeonato de Constructores. Con un modesto arranque de temporada con un 9.º puesto en Sears Point Raceway, California, las siguientes carreras en Westwood y Portland International Raceway se saldaron con un 2.º y un 3.º puesto, respectivamente pero en Quebec, la primera victoria del 78-44, supuso el comienzo de una cadena de 7 victorias consecutivas.
Tres semanas después del final de la Temporada de la Trans-Am, se inscribió el coche en la carrera final de la IMSA’s Camel GT, una carrera de 250 Millas en Daytona, donde pese a un problema en la dirección rodando en tercera posición, consiguió finalizar en novena plaza.

### Cannonball
En abril de 1979, Dave Heinz y Dave Yarborough inscriben una Jaguar XJS en la que sería la 5.º y última edición de la mundialmente conocida como Cannonball Baker Sea-To-Shining Sea Memorial Trophy Dash. La pareja de pilotos, completaron la distancia entre Nueva York y Los Ángeles en un tiempo récord de 32 horas y 51 minutos.
Según informaciones, su récord estuvo vigente durante 4 años, hasta que David Diem y Doug Turner con un Ferrari 308 GTB lo superaron en 44 minutos en la US Express (carrera sucesora no oficialmente) de 1983, o hasta que de manera más oficial, Richard Rawlings (Gas Monkey Garage) y Dennis Collins (Collins Bros Jeep) lo baten en 2007 con un Ferrari 550 con 31 horas y 59 minutos. Estos últimos, en 2014 rescatan el Jaguar XJ-S del récord de 1979, de un desguace de Pensilvania, hecho que se televisa en un capítulo del programa de televisión que protegoniza Rawlings “Fast & Loud”.

### Tom Walkinshaw Racing

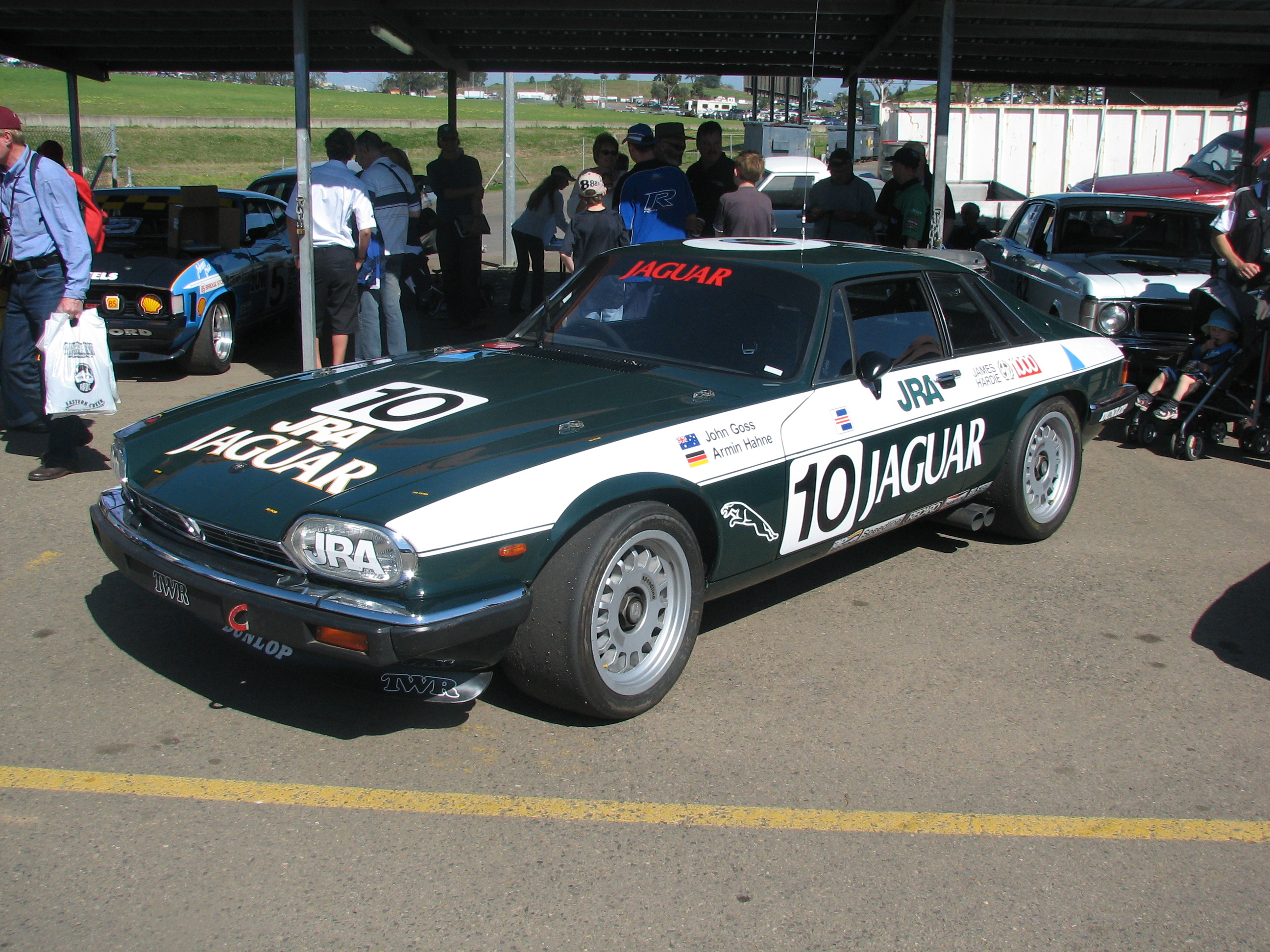
Modelo con el que John Goss y Armin Hahne ganaron la carrera de los de James Hardie de 1985, en el Circuito de Bathurst.

En 1982, TWR inscribe un equipo de Jaguar XJS V12 en el ETCC (European Touring Car Championship), según reglas del Grupo A de la FIA. Se estrena con victoria en el XIV Grand Prix de Brno, sencillamente los Jaguar son más de 5 segundos más rápidos que sus competidores con los BMW 530 y los Alfa Romeo GTV6.
Tras diversas victorias en 1983, entre las que se incluían Nürburgring y las 24 Horas de Spa. En 1984, por fin, el propio Walkinshaw se alza con el Campeonato de Europa de Pilotos de Turismo, no sin batirse el cobre con el Volvo 240T de Eggenberger Motorsport, un duro competidor con turbocompresor. En esta temporada la potencia de los Jaguar V12 se estimaba que rondaba los 451 HP (457 CV; 336 kW). Para la temporada de 1985, el equipo TWR sustituyó los Jaguar por los Rover Vitesse con motor V8.
No obstante, en paralelo y durante 1985, los Jaguar XJS de TWR participaron en el Campeonato Australiano de Turismos, con victorias que incluyen el mítico Circuito de Bathurst. En 1986, hicieron lo propio en la japonesa Fuji 500, compitiendo contra los nuevos Grupo A con turbo.
No siendo válidos para competir bajo normas de Grupo A en 1987, TWR los inscribe en el Nissan Mobil 500 de Nueva Zelanda, mediante invitación de los organizadores, pero ningún coche termina. Su última carrera oficial, también en Nueva Zelanda, fue en Pukekohe, donde terminó en segunda posición pilotado por Percy y Hahne. En total TWR construyó 7 coches.

## Especificaciones
Contaba con características como:
| Modelo | Motor        | Cilindrada            | Diámetro x carrera             | Distribución           | Relación de compresión | Potencia máxima                                                                                      | Par máximo                      |
| ------ | ------------ | --------------------- | ------------------------------ | ---------------------- | ---------------------- | --- | ------------------------------- |
| 1983   | AJ6 en línea | 3590 cm³ (3,6 litros) | 91 x 92 mm (3,58 x 3,62 plg)   | DOHC 4 válvulas x cil. | 9,6:1                  | 225 HP (228 CV; 168 kW) @ 5300 rpm                                                                   | 325 N·m (240 lb·pie) @ 4000 rpm |
| 1992   | AJ6 en línea | 3980 cm³ (4 litros)   | 91 x 102 mm (3,58 x 4,02 plg)  | DOHC 4 válvulas x cil. | 9,5:1                  | 223 HP (226 CV; 166 kW) @ 4750 rpm                                                                   | 377 N·m (278 lb·pie) @ 3650 rpm |
| 1992   | V12          | 5344 cm³ (5,3 litros) | 90 x 70 mm (3,54 x 2,76 plg)   | SOHC 2 válvulas x cil. | 11,5:1                 | 263 HP (267 CV; 196 kW) @ 5350 rpm (EE. UU.)                                                         | 391 N·m (288 lb·pie) @ 3200 rpm |
| 1991   | V12          | 5993 cm³ (6 litros)   | 90 x 78,5 mm (3,54 x 3,09 plg) | SOHC 2 válvulas x cil. | 11,0:1                 | 333 HP (338 CV; 248 kW) @ 5250 rpm (XJR-S.) 304 HP (308 CV; 227 kW) @ 5250 rpm (desde mayo de 1992.) | 495 N·m (365 lb·pie) @ 3650 rpm |